# Tachycineta meyeni
Nhạn Chile (danh pháp hai phần: Tachycineta meyeni) là một loài chim trong họ Hirundinidae.
Nhạn Chile sinh sản ở Chile và Patagonia, di chuyển về phía bắc như Bolivia, Paraguay và Rio Grande do Sul.

## Phân loại và nguyên mẫu
Chi Tachycineta mới được tạo ra cho nhóm nhạn của nhà nghiên cứu khoa học châu Âu Jean Cabanis năm 1850. Tên chi hiện nay là Tachycineta, từ tiếng Takhukinetos của Hy Lạp cổ đại, "di chuyển nhanh", và các meyeni cụ thể kỷ niệm nhà thực vật học người Prussian và nhà sưu tập Franz Meyen.. Cần lưu ý, mặc dù, một số người cho rằng tên loài là leucopyga, đó là tên loài ban đầu được. Loài này, cùng với nhạn trắng, T. leucorrhoa, tạo thành một siêu loài. Loài này là đơn loài trong chi.

## Mô tả
Nhạn Chile dài khoảng 13 cm (5.1 inch) và nặng 15-20 gram (0.53-0.71 oz). Nó có màu xanh-đen trên và dưới màu trắng với đít màu trắng. Đôi cánh và đuôi của nó có màu đen, với đầu trắng trên secondaries bên trong và các tertials của nó. Lớp phủ ngoài và phụ trợ của chúng đều có màu xám. Chữ và chân của nuốt chén có màu đen. Chim mái và chim trống có bộ lông giống nhau, và những con chim chưa trưởng thành trở nên đục và nâu nhạt hơn.
Nó tương tự như nhạn phao câu trắng, nhưng thiếu trán trắng của loài đó và có phần trên phía trên xanh hơn và lớp phủ dưới da màu xám. Thêm vào đó, phạm vi chăn nuôi của hai loài này hầu như không có sự chồng chéo nào. 

## Phân bố
Là loài bản địa Argentina, Bolivia, Brazil, Chile, Quần đảo Falkland, Paraguay, và Uruguay. Loài này là lang thang đến Nam Georgia và Quần đảo Nam Sandwich. Loài nhạn này cũng có thể được tìm thấy ở Peru, nhưng nguồn gốc của nó là không chắc chắn. Dải phân bố của nó là từ sa mạc Atacama ở Chile và phần lớn của Argentina đến mũi phía nam của Nam Mỹ. Nó là một cư dân quanh năm ở phía bắc của dải, nhưng nó được biết đến là di cư ở phía nam. Không biết nơi nào có dân số đông, nhưng có vẻ như mùa đông ở miền bắc Argentina, Nam Brazil, Uruguay, và có thể là Bolivia. 

## Hành vi

### Sinh sản
Loài này đã được nhìn thấy để làm tổ trong cả khoang nhân tạo và tự nhiên, thường là gần nước. Họ thường đơn độc, mặc dù họ sẽ thỉnh thoảng làm tổ trong các nhóm lỏng lẻo nếu các vị trí tổ gần nhau. Tổ của chúng được làm từ bùn hoặc cỏ khô và được lót bằng lông.
Nuốt này là giống mùa. Nó thường được sinh ra từ tháng 9 và đôi khi vào đầu tháng 10, đặc biệt là gần mũi Nam Mỹ, đến tháng 2. Tại Chilê, nó thường làm tăng từ hai đến ba con.
Nhạn Chilê thường đẻ trứng từ 4-6 quả trứng trắng. Trứng thường có có kích thước 17,8 mm–21 mm × 13 mm–14,3 mm (0,70 in–0,83 in × 0,51 in–0,56 in) và thường cân nặng khoảng 2 g (0,071 oz).
Sau mùa sinh sản, người ta phát hiện ra rằng những con nuốt chén của Chilê tạo thành những bầy đàn.

### Chế độ ăn
Những loài chim này loài ăn côn trùng, thường ăn côn trùng bay. Họ thường kiếm thức ăn gia súc một mình hoặc trong các nhóm nhỏ. Khi tìm kiếm, đường bay của họ thấp và trực tiếp.